# Новеньке (Сумський район)
Нове́ньке —  село в Україні, у Юнаківській сільській громаді Сумського району Сумської області. Населення становило троє осіб станом на 01.01.2023 року. До 2020 орган місцевого самоврядування — Басівська сільська рада.

## Географія
Село Новеньке знаходиться на лівому березі річки Локня, вище за течією на відстані 2 км розташоване село Басівка, нижче за течією на відстані 1,5 км розташоване село Свердликово (Курська область). Село знаходиться на кордоні з Росією.

## Історія
12 червня 2020 року, відповідно до розпорядження Кабінету Міністрів України № 723-р «Про визначення адміністративних центрів та затвердження територій територіальних громад Сумської області», село увійшло до складу Юнаківської сільської громади.
19 липня 2020 року, в результаті адміністративно-територіальної реформи та ліквідації Сумського району (1923—2020), увійшло до складу новоутвореного Сумського району.
Станом на 28 лютого 2025 року, за даними DeepState та Інституту вивчення війни ця територія опинилася в так званій «сірій зоні». За інформацією керівника Центру протидії дезінформації Андрія Коваленка росіяни здійснюють спроби штурмових дій на село Новеньке по лінії кордону, але без колон техніки, піхотними групами. У свою чергу сили ЗСУ знищують ворога.
За інформацію видання «Кордон Медіа» з посиланням на інформацію українських військових, які безпосередньо перебувають у зоні проведення Курської операції, територія навколо села Новеньке важлива для росіян тим, що це дасть їм змогу перерізати і максимально ускладнити логістику українських сил оборони на територію Курщини, тому що там поруч розташована основна логістична артерія. Через це ворог намагається штурмувати цю ділянку.
У травні 2025 року село захопили російські окупанти.